# Pius Schwizer
Pius Schwizer, född 13 augusti 1962 i Eich, är en schweizisk ryttare som tävlar inom banhoppning. Schwizer vann en bronsmedalj i laghoppningen under olympiska spelen i Hong Kong 2008 med hästen Nobless M, efter att Norges Tony André Hansen blivit diskvalificerad. De blev även 28:a totalt i den individuella tävlingen och det föregående året, 2007, tog de en 22:a plats i EM. Schwizer blev trea i världscupfinalen i nederländska 's-Hertogenbosch år 2012 och gör samma år sitt andra olympiska spel, på Carlina IV i London.